# سد مازووه
سد مازووه (به لاتین: Mazowe Dam) یک سد در زیمبابوه است که در هراره واقع شده‌است.